# Estat singlet
En mecànica quàntica, un singlet és l'estat quàntic d'un sistema amb espín 0, de manera que només hi ha un valor permès del component d'espín, 0.
Una parella de partícules d'espín-1/2 poden ser combinades per a formar un de tres estats d'espín total 1 anomenats triplet, o un sol estat d'espín 0 anomenat singlet. En física teòrica, un singlet normalment es refereix a una representació unidimensional (p. ex. una partícula amb espín nul). També pot referir-se a dos o més partícules preparades en un estat correlacionat, de manera que el moment angular total de l'estat és zero. Els singlets apareixen freqüentment en física atòmica i física nuclear, on hom intenta determinar l'espín total d'una col·lecció de partícules.
Un electró sol té espín 1/2, i sota una rotació el seu estat es transforma com a doblet, és a dir, com la representació fonamental del grup de Lie SU(2). Podem mesurar l'espín de l'estat d'aquest electró tot aplicant un operador {\displaystyle {\vec {S}}^{2}} a l'estat, i sempre n'obtindrem {\displaystyle \hbar ^{2}\,(1/2)\,(1/2+1)=(3/4)\,\hbar ^{2}} (o espín 1/2), donat que els estats d'espín-amunt i avall són ambdós estats quàntics d'aquest operador amb el mateix valor propi.
Així mateix, si tenim un sistema de dos electrons, podem mesurar el seu espín total aplicant-hi l'operador {\displaystyle \left({\vec {S}}_{1}+{\vec {S}}_{2}\right)^{2}}, on {\displaystyle {\vec {S}}_{1}} actua sobre l'electró 1 i {\displaystyle {\vec {S}}_{2}} sobre l'electró 2. Tanmateix, ara podem tenir dos espins possibles, és a dir, dos possible valors propis de l'operador d'espín total, corresponents a l'espin-0 o espín-1. Cada valor propi pertany a un conjunt d'estats quàntics. El conjunt d'"espín-0" és anomenat el singlet, contenint un estat (vegeu a sota), i el conjunt d'"espín-1" és anomenat triplet, contenint tres possible valors propis.
En un llenguatge més matemàtic, diem que el producte de dues representacions de doblet pot ser descompost en la suma de la representació adjunta (el triplet) i de la representació trivial, el singlet.
L'estat de singlet format d'un parell d'electrons té moltes propietats peculiars, i juga una funció fonamental en la paradoxa EPR i en entrellaçament quàntic. Amb la notació de Dirac aquest estat d'EPR és normalment representat com:
{\displaystyle {\frac {1}{\sqrt {2}}}\left(\left|\uparrow \downarrow \right\rangle -\left|\downarrow \uparrow \right\rangle \right)}